# Ахмед паша медресе
Ахмед паша медресе (на гръцки: Μεντρεσές του Αχμέτ Πασά; на турски: Ahmet Paşa Madrasah) е медресе в западномакедонския град Костур, Гърция.

## Местоположение
Медресето е разположено в Стария град, на улица „Диокитирио“ № 3.

## История
Медресето е построено от Ахмед паша Дефтердар, син на Садък ага от Костур, който след 1731 – 1732 година става събирач на данъци в Морея (Пелопонес).
Документ от 5 ноември 1859 година показва, че вакъфът Ахмед паша има 15 магазина в Костур, но не е получил нито един наем от тях за предишните 7 години.
Медресето е обявено за паметник на културата.

## Описание
Медресето се състои от 14 позлатени стаи, всички с куполи, разположени около вътрешен двор. Една от стаите е стая за молитви, а останалите са били използвани като турска баня. Първоначално структурата има само една врата, а втората е добавена по-късно. Оригиналната врата е силно декорирана с геометрични и флорални мотиви, изработени от мозаечни камъни. Една стара снимка на медресето показва, че стените му са били шпакловани. При строежа са е използвана комбинация от камък и тухла, като най-горните фронтони и куполите имат ред тухли с назъбени ръбове. Оцелели са високите комини. Горните части на прозорците са сводести.